# Cornelius Fontem Esua
Cornelius Fontem Esua (Mbetta, 2 de julho de 1943) é um clérigo camaronês e arcebispo católico romano emérito de Bamenda.
Cornelius Fontem Esua foi ordenado sacerdote em 29 de dezembro de 1971.
O Papa João Paulo II o nomeou Bispo de Kumbo em 10 de setembro de 1982. O Pró-Núncio Apostólico no Gabão, Camarões e Guiné Equatorial, Dom Donato Squicciarini, o consagrou em 8 de dezembro do mesmo ano; Os co-consagradores foram Pius Suh Awa, Bispo de Buéa, e Paul Mbiybe Verdzekov, Arcebispo de Bamenda.
Em 7 de dezembro de 2004, o Papa o nomeou Arcebispo Coadjutor de Bamenda. Com a renúncia de Paul Mbiybe Verdzekov em 23 de janeiro de 2006, ele o sucedeu como Arcebispo de Bamenda. Em 30 de dezembro de 2019, o Papa aceitou sua renúncia por idade e nomeou Andrew Nkea Fuanya como seu sucessor.